# Челюсти: Отмъщението
„Челюсти: Отмъщението“ (на английски: Jaws: The Revenge) е американски филм на ужасите от 1987 г.

## Сюжет
Внимание:  Текстът по-долу разкрива сюжета на произведението (или части от него)!
В началото става ясно, че Мартин Броуди е починал от сърдечна атака, въпреки че съпругата му Елън Броуди твърди, че той е починал от страх от акула. Малкият ѝ син, Шон работи като полицейски заместник в Емити. Той е изпратен да махне дънер от шамандура. Тогава, той е нападнат и убит от акула. Елън е убедена, че акулата умишлено преследва семейството за смъртта на първите две акули. Майкъл я убеждава да прекарат известно време със семейството си на Бахамите. Въпреки това, тъй като работата му е свързана с морето, Елън се опасява, че той ще бъде следващата жертва на акулата.

## Актьорски състав
- Лорейн Гари – Елън Броуди
- Ланс Гест – Майкъл Броуди
- Марио Ван Пийбълс – Джейк
- Карън Йънг – Карла Броуди
- Джудит Барси – Теа Броуди
- Майкъл Кейн – Хоуги Нюкъмб

## Любопитно
Четвъртата и последна част, Челюсти: Отмъщението, се връща отново в Емити Айлънд, но игнорира всички сюжетни елементи от Челюсти 3. Не се споменава нищо за приятелката на Майкъл от предишния филм, Катрин Морган, както и за промяната в кариерата му от инженер в SeaWorld до морски биолог. В действителност, в едно от прессъобщенията на Universal Studios за „Челюсти: Отмъщението“ се пропуска „Челюсти 3“ изцяло, като нарича филма Челюсти: Отмъщението „третия филм от забележителната Челюсти трилогия“.

## Филми от поредицата за „Челюсти“
Поредицата „Челюсти“ включва 4 филма:
- „Челюсти“ (1975)
- „Челюсти 2“ (1978)
- „Челюсти 3“ (1983)
- „Челюсти: Отмъщението“ (1987)